# Hans Stuck
Hans Stuck lub Stuck von Villiez Hans, w Formule 1 startujący jako Hans von Stuck (ur. 27 grudnia 1900 roku w Warszawie, zm. 9 lutego 1978 roku w Grainau) – niemiecki, w latach 1932–1938 austriacki kierowca wyścigowy. W Formule 1 zadebiutował w Grand Prix Włoch w 1951 roku w zespole British Racing Motors Ltd. Górski mistrz Europy (Austro-Daimler) w 1930 oraz mistrz Europy Grand Prix (Auto Union) w 1934 roku. Po II wojnie światowej do 1960 roku był uczestnikiem wyścigów górskich samochodów małolitrażowych.
W 1930 roku zwyciężył w Międzynarodowym Wyścigu Tatrzańskim
Jego syn Hans-Joachim Stuck oraz wnukowie Johannes i Ferdinand Stuck również byli kierowcami wyścigowymi.

## Wyniki w Formule 1
| Legenda oznaczeń w tabelach wyników Wyświetl szablon na nowej stronie | Legenda oznaczeń w tabelach wyników Wyświetl szablon na nowej stronie                                                                     |
| Oznaczenie                                                            | Wyjaśnienie |
| --------------------------------------------------------------------- | --- |
| Złoty                                                                 | Zwycięzca lub mistrzostwo |
| Srebrny                                                               | 2. miejsce lub wicemistrzostwo |
| Brązowy                                                               | 3. miejsce lub II wicemistrzostwo |
| Zielony                                                               | Ukończył, punktował (w klasyfikacji generalnej, gdy zdobył co najmniej jeden punkt na przestrzeni sezonu, poza trzema powyższymi opcjami) |
| Niebieski                                                             | Ukończył, nie punktował (w klasyfikacji generalnej, gdy nie zdobył co najmniej jednego punktu na przestrzeni sezonu)                      |
| Czerwony                                                              | Nie zakwalifikował się (NZ) |
| Czerwony                                                              | Nie prekwalifikował się (NPK) |
| Różowy                                                                | Nie ukończył (NU) |
| Różowy                                                                | Niesklasyfikowany (NS) (w klasyfikacji generalnej, gdy nie został sklasyfikowany w żadnym wyścigu sezonu)                                 |
| Czarny                                                                | Zdyskwalifikowany (DK) |
| Czarny                                                                | Wykluczony (WYK/EX) |
| Biały                                                                 | Nie wystartował (NW) |
| Biały                                                                 | Kontuzjowany (K/INJ) |
| Biały                                                                 | Wyścig odwołany (OD/C) |
| Bez koloru                                                            | Został wycofany (WYC/WD) |
| Bez koloru                                                            | Nie przybył (NP/DNA) |
| Bez koloru                                                            | Nie brał udziału w treningach (NT/DNP) |
| Bez koloru                                                            | Nie został zgłoszony (–) |
| Pogrubienie                                                           | Start z pole position |
| Kursywa                                                               | Najszybsze okrążenie wyścigu |
| †                                                                     | Nie ukończył, ale jego rezultat został zaliczony ze względu na przejechanie więcej niż 90% dystansu wyścigu.                              |
| *                                                                     | Sezon w trakcie |
| 1/2/3                                                                 | Punktowana pozycja w sprincie kwalifikacyjnym                                                                                             |
| Lista systemów punktacji Formuły 1                                    | |

| Rok  | Zespół                           | Bolid       | Silnik      | Wyniki w poszczególnych eliminacjach | Wyniki w poszczególnych eliminacjach | Wyniki w poszczególnych eliminacjach | Wyniki w poszczególnych eliminacjach | Wyniki w poszczególnych eliminacjach | Wyniki w poszczególnych eliminacjach | Wyniki w poszczególnych eliminacjach | Wyniki w poszczególnych eliminacjach | Wyniki w poszczególnych eliminacjach | Punkty | Pozycja |
| ---- | -------------------------------- | ----------- | ----------- | ------------------------------------ | ------------------------------------ | ------------------------------------ | ------------------------------------ | ------------------------------------ | ------------------------------------ | ------------------------------------ | ------------------------------------ | ------------------------------------ | ------ | ------- |
| 1951 | British Racing Motors Ltd        | BRM P15     | BRM V16     | Szwajcaria                           | Stany Zjednoczone                    | Belgia                               | Francja                              | Wielka Brytania                      | Niemcy                               | Włochy                               |                                      |                                      | 0      | NS      |
| 1951 | British Racing Motors Ltd        | BRM P15     | BRM V16     | –                                    | –                                    | –                                    | –                                    | –                                    | –                                    | NW                                   | –                                    |                                      | 0      | NS      |
| 1952 |                                  |             |             | Szwajcaria                           | Stany Zjednoczone                    | Belgia                               | Francja                              | Wielka Brytania                      | Niemcy                               | Holandia                             | Włochy                               |                                      | 0      | NS      |
| 1952 | Alex von Falkenhausen Motorenbau | AFM 4       | Küchen V8   | NU                                   | –                                    | –                                    | –                                    | –                                    | –                                    | –                                    |                                      |                                      | 0      | NS      |
| 1952 | Écurie Espadon                   | Ferrari 212 | Ferrari V12 |                                      |                                      |                                      |                                      |                                      |                                      |                                      | NZ                                   |                                      | 0      | NS      |
| 1953 | Hans Stuck                       | AFM 4       | Bristol R6  | Argentyna                            | Stany Zjednoczone                    | Holandia                             | Belgia                               | Francja                              | Wielka Brytania                      | Niemcy                               | Szwajcaria                           | Włochy                               | 0      | 56      |
| 1953 | Hans Stuck                       | AFM 4       | Bristol R6  | –                                    | –                                    | –                                    | –                                    | –                                    | –                                    | NU                                   | –                                    | 14                                   | 0      | 56      |